# 9e étape du Tour d'Italie 2022
Pour un article plus général, voir Tour d'Italie 2022.
La 9e étape du Tour d'Italie 2022 se déroule le dimanche 15 mai 2022 d'Isernia (Molise) au Blockhaus, sommet des Apennins (Abruzzes), sur une distance de 191 km, en Italie.

## Parcours
Avec 5 000 m de dénivelé positif à travers les Apennins, cette étape de haute-montagne est considérée comme une des étapes reines de cette 105e édition du Tour d'Italie. Au programme, deux sprints intermédiaires, à Filetto et à Roccamorice, et cinq ascensions répertoriées.
Dès le départ, l'itinéraire franchit trois ascensions de suite : le Valico del Macerone (3C), la montée du Rionero Sannitico (2C) et celle du Roccaraso (2C). S'ensuit une longue descente vallonnée de près de 90 kilomètres, pour atteindre le pied du Passo Lanciano (10,3 km à 7,6 %, 1C). Après une descente de vingt kilomètres vers Lettomanoppello, et une traversée de zones urbaines, les coureurs font face à la montée du Blockhaus (13,6 km à 8,4 %, 1C), depuis Scafa. L'arrivée est jugée au sommet, de ce qui est considérée comme l'une ascensions les plus difficiles de ce Tour d'Italie. Les 13 derniers kilomètres montent régulièrement sur une route étroite, avec plusieurs virages en épingle. La pente dépasse les 9 % sur les dix premiers kilomètres, avec des passages pouvant atteindre les 14 %. Un très court tronçon en contre-pente se situe à cinq cents mètres de l’arrivée. La ligne droite finale de 200 mètres de long, sur un tarmac de 6 m de large, présente une pente d’environ 8 %.

## Déroulement de la course
Alors que l'échappée peine à se dessiner, le Britannique Matthew Holmes (Lotto-Soudal) passe au sommet du Valico del Macerone devant l'Italien Diego Rosa (Eolo-Kometa). Dans la montée vers Rionero Sannitico, une chute à l'arrière du peloton met à mal l'Espagnol Pello Bilbao (Bahrain Victorious) ; au sommet, Diego Rosa passe en tête en solitaire, avec vingt-cinq secondes d'avance sur le duo composé de l'Américain Joseph Dombrowski (Astana Qazaqstan) et de l'Erythréen Natnael Tesfatsion (Drone Hopper-Androni Giocattoli) et de cinquante-sept secondes sur un groupe de chasse composé de six coureurs : l'Argentin Eduardo Sepúlveda (Drone Hopper-Androni Giocattoli), l'Autrichien Felix Gall (AG2R Citroën), le Britannique James Knox (Quick-Step Alpha Vinyl), l'Equatorien Jonathan Caicedo (EF Education-EasyPost), le Français Nans Peters (AG2R Citroën) et l'Italien Filippo Zana (Bardiani CSF Faizanè). Le peloton passe avec trois minutes et trois secondes de retard. Dans la descente, les trois coureurs de front et le groupe de contre se regroupent.
Au sommet de la montée de Roccaraso, Diego Rosa passe en tête devant Felix Gall, avec six minutes et vingt-deux secondes d'avance sur le peloton. Au sprint intermédiaire de Filetto, Eduardo Sepúlveda passe en tête devant Felix Gall et Joseph Dombrowski ; le peloton passe la ligne avec trois minutes et quarante-cinq secondes de retard.
Dans les premiers contreforts du Passo Lanciano, le peloton, mené par l'équipe INEOS Grenadiers, revient à près de deux minutes de l'échappée, qui se disperse. Nans Peters, généreux dans l'effort, attaque à deux reprises ; il est rejoint par les deux coureurs de la Drone Hopper-Androni Giocattoli : Eduardo Sepúlveda et Natnael Tesfatsion. En quête du maillot bleu du classement de la montagne, alors sur les épaules du Néerlandais Koen Bouwman (Jumbo-Visma), Diego Rosa multiplie les offensives pour rallier le trio de front. Une fois la jonction réalisée, l'Italien poursuit son effort ; seul Tesfatsion est en mesure de le suivre. Au sommet, Diego Rosa passe en tête devant Natnael Tesfatsion ; à cinquante-cinq secondes, le trio Dombrowski - Peters - Sepúlveda tente de revenir dans la longue descente. Le peloton passe avec un retard de trois minutes et six secondes. Le coureur d'Eolo-Kometa hérite du maillot bleu de la montagne. Dans la descente, l'Erythréen fait une sortie de route dans un virage ; l'Italien Giulio Ciccone (Trek-Segafredo) mène le peloton à tombeau ouvert. Tous les coureurs qui ont pu composé l'échappée sont repris. Au sprint intermédiaire de Roccamorice, l'équipe INEOS Grenadiers passe en tête, avec le Britannique Ben Tulett.
Dans le groupe maillot rose, nombreux sont les coureurs, outsiders ou favoris, à décramponner, sans même qu'il n'y ait de réelles accélérations, comme : le Belge Mauri Vansevenant (Quick-Step Alpha Vinyl), le Néerlandais Tom Dumoulin (Jumbo-Visma), l'Estonien Rein Taaramäe (Intermarché-Wanty-Gobert Matériaux), l'Italien Giulio Ciccone et son coéquipier néerlandais Bauke Mollema (Trek-Segafredo) ou encore le Colombien Santiago Buitrago (Bahrain Victorious). Considéré comme un des favoris à la victoire finale, le Britannique Simon Yates (BikeExchange Jayco) est lui aussi distancé.
Ensuite, c'est au tour du Néerlandais, porteur du maillot bleu, Koen Bouwman (Jumbo-Visma), l'Espagnol Pello Bilbao et son coéquipier Wouter Poels (Bahrain Victorious) à ne plus pouvoir suivre le rythme imprimé par l'équipe INEOS Grenadiers mené par l'Australien Richie Porte. S'ensuit le Néerlandais Sam Oomen (Jumbo-Visma), le Français Pavel Sivakov (INEOS Grenadiers), le Néerlandais Wilco Kelderman (Bora-Hansgrohe), le Britannique Hugh Carthy (EF Education-EasyPost) et le Colombien Iván Sosa (Movistar). L'Espagnol Juan Pedro López (Trek-Segafredo) doit mettre pied à terre, après avoir touché la roue arrière de son compatriote Alejandro Valverde (Movistar) après un fort ralentissement. Le Français Guillaume Martin (Cofidis) et l'Italien Lorenzo Fortunato (Eolo-Kometa) doivent, eux aussi, capituler, tout comme l'Australien Jan Hirt (Intermarché-Wanty-Gobert Matériaux) et l'Allemand Lennard Kämna (Bora-Hansgrohe).
A cinq kilomètres de l'arrivée, il reste onze coureurs dans le groupe de favoris, avec : l'Allemand Emanuel Buchmann (Bora-Hansgrohe), les deux Australiens Jai Hindley (Bora-Hansgrohe) et Richie Porte, les deux Espagnols Mikel Landa (Bahrain Victorious) et Alejandro Valverde (Movistar), l'Equatorien Richard Carapaz (INEOS Grenadiers), le Français Romain Bardet (DSM), les deux Italiens Vincenzo Nibali (Astana Qazaqstan) et Domenico Pozzovivo (Intermarché-Wanty-Gobert Matériaux), le Néerlandais Thymen Arensman (DSM) et le Portugais João Almeida (UAE Emirates).
Arrivé au bout de son effort, Porte se décale, laissant Carapaz lancer les hostilités. Seul Bardet et Landa sont en mesure de le suivre. Derrière, un trio composé de Almeida, Hindley et Pozzovivo reviennent sur les coureurs de tête, à deux kilomètres de l'arrivée. Romain Bardet attaque à son tour, permettant de retrouver les deux trios originaux, mais ce second trio revient lorsque les membres du premier se regardent. Ensemble, le groupe de six se présente dans la dernière ligne droite. Jai Hindley s'impose au sprint devant Romain Bardet et Richard Carapaz. Sur la ligne d'arrivée, Buchmann perd seize secondes, Nibali trente-quatre, Valverde quarante-six, Martin une minute et neuf secondes et Juan Pedro López une minute et quarante-sept secondes. Héroïque, l'Espagnol conserve son maillot rose pour douze secondes d'avance sur Almeida, quatorze sur Bardet et quinze sur Carapaz, et son maillot blanc, dont le plus grand rival est le coureur portugais.
Le Français Arnaud Démare (Groupama FDJ) conserve sa première place au classement cyclamen ; Diego Rosa récupère le maillot bleu des épaules de Koen Bouwman. L'équipe Bora-Hansgrohe retrouve la première place au classement par équipes.

## Résultats

### Classement de l'étape
| \| Classement de l'étape \| Classement de l'étape \| Classement de l'étape \| Classement de l'étape \| Classement de l'étape \| \| Coureur \| Coureur \| Pays \| Équipe \| Temps \| \| --------------------- \| --------------------- \| --------------------- \| ---------------------------------- \| --------------------- \| \| 1er \| Jai Hindley \| Australie \| Bora-Hansgrohe \| 5 h 34 min 44 s \| \| 2e \| Romain Bardet \| France \| Team DSM \| + 0 s \| \| 3e \| Richard Carapaz \| Équateur \| Ineos Grenadiers \| + 0 s \| \| 4e \| Mikel Landa \| Espagne \| Bahrain Victorious \| + 0 s \| \| 5e \| João Almeida \| Portugal \| UAE Team Emirates \| + 0 s \| \| 6e \| Domenico Pozzovivo \| Italie \| Intermarché-Wanty-Gobert Matériaux \| + 3 s \| \| 7e \| Emanuel Buchmann \| Allemagne \| Bora-Hansgrohe \| + 16 s \| \| 8e \| Vincenzo Nibali \| Italie \| Astana Qazaqstan Team \| + 34 s \| \| 9e \| Alejandro Valverde \| Espagne \| Movistar Team \| + 46 s \| \| 10e \| Thymen Arensman \| Pays-Bas \| Team DSM \| + 58 s \| |                    |           |                                    |                 |
| |                    |           |                                    |                 |
| Source : ProCyclingStats |                    |           |                                    |                 |
| Classement de l'étape |                    |           |                                    |                 |
| Coureur | Coureur            | Pays      | Équipe                             | Temps           |
| 1er | Jai Hindley        | Australie | Bora-Hansgrohe                     | 5 h 34 min 44 s |
| 2e | Romain Bardet      | France    | Team DSM                           | + 0 s           |
| 3e | Richard Carapaz    | Équateur  | Ineos Grenadiers                   | + 0 s           |
| 4e | Mikel Landa        | Espagne   | Bahrain Victorious                 | + 0 s           |
| 5e | João Almeida       | Portugal  | UAE Team Emirates                  | + 0 s           |
| 6e | Domenico Pozzovivo | Italie    | Intermarché-Wanty-Gobert Matériaux | + 3 s           |
| 7e | Emanuel Buchmann   | Allemagne | Bora-Hansgrohe                     | + 16 s          |
| 8e | Vincenzo Nibali    | Italie    | Astana Qazaqstan Team              | + 34 s          |
| 9e | Alejandro Valverde | Espagne   | Movistar Team                      | + 46 s          |
| 10e | Thymen Arensman    | Pays-Bas  | Team DSM                           | + 58 s          |

### Points attribués pour le classement par points
| Sprint intermédiaire Filetto (km 103,5) | Sprint intermédiaire Filetto (km 103,5) | Sprint intermédiaire Filetto (km 103,5) | Sprint intermédiaire Filetto (km 103,5) | Sprint intermédiaire Filetto (km 103,5) |
| --------------------------------------- | --------------------------------------- | --------------------------------------- | --------------------------------------- | --------------------------------------- |
|                                         | Coureur                                 | Pays                                    | Équipe                                  | Point(s)                                |
| 1er                                     | Eduardo Sepúlveda                       | Argentine                               | Drone Hopper-Androni Giocattoli         | 12                                      |
| 2e                                      | Felix Gall                              | Autriche                                | AG2R Citroën                            | 8                                       |
| 3e                                      | Joe Dombrowski                          | États-Unis                              | Astana Qazaqstan                        | 6                                       |
| 4e                                      | Diego Rosa                              | Italie                                  | Eolo-Kometa                             | 5                                       |
| 5e                                      | Natnael Tesfatsion                      | Érythrée                                | Drone Hopper-Androni Giocattoli         | 4                                       |
| 6e                                      | Filippo Zana                            | Italie                                  | Bardiani CSF Faizanè                    | 3                                       |
| 7e                                      | Nans Peters                             | France                                  | AG2R Citroën                            | 2                                       |
| 8e                                      | Jonathan Caicedo                        | Équateur                                | EF Education-EasyPost                   | 1                                       |
| modifier                                |                                         |                                         |                                         |                                         |

| Arrivée d'étape Blockhaus (km 191) | Arrivée d'étape Blockhaus (km 191) | Arrivée d'étape Blockhaus (km 191) | Arrivée d'étape Blockhaus (km 191) | Arrivée d'étape Blockhaus (km 191) |
| ---------------------------------- | ---------------------------------- | ---------------------------------- | ---------------------------------- | ---------------------------------- |
|                                    | Coureur                            | Pays                               | Équipe                             | Point(s)                           |
| 1er                                | Jai Hindley                        | Australie                          | Bora-Hansgrohe                     | 15                                 |
| 2e                                 | Romain Bardet                      | France                             | Team DSM                           | 12                                 |
| 3e                                 | Richard Carapaz                    | Équateur                           | Ineos Grenadiers                   | 9                                  |
| 4e                                 | Mikel Landa                        | Espagne                            | Bahrain Victorious                 | 7                                  |
| 5e                                 | João Almeida                       | Portugal                           | UAE Emirates                       | 6                                  |
| 6e                                 | Domenico Pozzovivo                 | Italie                             | Intermarché-Wanty-Gobert Matériaux | 5                                  |
| 7e                                 | Emanuel Buchmann                   | Allemagne                          | Bora-Hansgrohe                     | 4                                  |
| 8e                                 | Vincenzo Nibali                    | Italie                             | Astana Qazaqstan                   | 3                                  |
| 9e                                 | Alejandro Valverde                 | Espagne                            | Movistar                           | 2                                  |
| 10e                                | Thymen Arensman                    | Pays-Bas                           | Team DSM                           | 1                                  |
| modifier                           |                                    |                                    |                                    |                                    |

### Points attribués pour le classement du meilleur grimpeur
| Valico del Macerone (km 4,2) 3e catégorie (3,1 km à 5,8%) | Valico del Macerone (km 4,2) 3e catégorie (3,1 km à 5,8%) | Valico del Macerone (km 4,2) 3e catégorie (3,1 km à 5,8%) | Valico del Macerone (km 4,2) 3e catégorie (3,1 km à 5,8%) | Valico del Macerone (km 4,2) 3e catégorie (3,1 km à 5,8%) |
| --------------------------------------------------------- | --------------------------------------------------------- | --------------------------------------------------------- | --------------------------------------------------------- | --------------------------------------------------------- |
|                                                           | Coureur                                                   | Pays                                                      | Équipe                                                    | Point(s)                                                  |
| 1er                                                       | Matthew Holmes                                            | Grande-Bretagne                                           | Lotto-Soudal                                              | 9                                                         |
| 2e                                                        | Diego Rosa                                                | Italie                                                    | Eolo-Kometa                                               | 4                                                         |
| 3e                                                        | Natnael Tesfatsion                                        | Érythrée                                                  | Drone Hopper-Androni Giocattoli                           | 2                                                         |
| 4e                                                        | Luca Covili                                               | Italie                                                    | Bardiani CSF Faizanè                                      | 1                                                         |
| modifier                                                  |                                                           |                                                           |                                                           |                                                           |

| Valico di Rionero Sannitico (km 17,8) 2e catégorie (9 km à 6,7%) | Valico di Rionero Sannitico (km 17,8) 2e catégorie (9 km à 6,7%) | Valico di Rionero Sannitico (km 17,8) 2e catégorie (9 km à 6,7%) | Valico di Rionero Sannitico (km 17,8) 2e catégorie (9 km à 6,7%) | Valico di Rionero Sannitico (km 17,8) 2e catégorie (9 km à 6,7%) |
| ---------------------------------------------------------------- | ---------------------------------------------------------------- | ---------------------------------------------------------------- | ---------------------------------------------------------------- | ---------------------------------------------------------------- |
|                                                                  | Coureur                                                          | Pays                                                             | Équipe                                                           | Point(s)                                                         |
| 1er                                                              | Diego Rosa                                                       | Italie                                                           | Eolo-Kometa                                                      | 18                                                               |
| 2e                                                               | Joe Dombrowski                                                   | États-Unis                                                       | Astana Qazaqstan                                                 | 8                                                                |
| 3e                                                               | Natnael Tesfatsion                                               | Érythrée                                                         | Drone Hopper-Androni Giocattoli                                  | 6                                                                |
| 4e                                                               | Felix Gall                                                       | Autriche                                                         | AG2R Citroën                                                     | 4                                                                |
| 5e                                                               | Nans Peters                                                      | France                                                           | AG2R Citroën                                                     | 2                                                                |
| 6e                                                               | Eduardo Sepúlveda                                                | Argentine                                                        | Drone Hopper-Androni Giocattoli                                  | 1                                                                |
| modifier                                                         |                                                                  |                                                                  |                                                                  |                                                                  |

| Roccaraso (km 37,6) 2e catégorie (7,3 km à 6,1%) | Roccaraso (km 37,6) 2e catégorie (7,3 km à 6,1%) | Roccaraso (km 37,6) 2e catégorie (7,3 km à 6,1%) | Roccaraso (km 37,6) 2e catégorie (7,3 km à 6,1%) | Roccaraso (km 37,6) 2e catégorie (7,3 km à 6,1%) |
| ------------------------------------------------ | ------------------------------------------------ | ------------------------------------------------ | ------------------------------------------------ | ------------------------------------------------ |
|                                                  | Coureur                                          | Pays                                             | Équipe                                           | Point(s)                                         |
| 1er                                              | Diego Rosa                                       | Italie                                           | Eolo-Kometa                                      | 18                                               |
| 2e                                               | Felix Gall                                       | Autriche                                         | AG2R Citroën                                     | 8                                                |
| 3e                                               | Eduardo Sepúlveda                                | Argentine                                        | Drone Hopper-Androni Giocattoli                  | 6                                                |
| 4e                                               | Filippo Zana                                     | Italie                                           | Bardiani CSF Faizanè                             | 4                                                |
| 5e                                               | Nans Peters                                      | France                                           | AG2R Citroën                                     | 2                                                |
| 6e                                               | Joe Dombrowski                                   | États-Unis                                       | Astana Qazaqstan                                 | 1                                                |
| modifier                                         |                                                  |                                                  |                                                  |                                                  |

| Passo Lanciano (km 147,7) 1re catégorie (10,8 km à 7,2%) | Passo Lanciano (km 147,7) 1re catégorie (10,8 km à 7,2%) | Passo Lanciano (km 147,7) 1re catégorie (10,8 km à 7,2%) | Passo Lanciano (km 147,7) 1re catégorie (10,8 km à 7,2%) | Passo Lanciano (km 147,7) 1re catégorie (10,8 km à 7,2%) |
| -------------------------------------------------------- | -------------------------------------------------------- | -------------------------------------------------------- | -------------------------------------------------------- | -------------------------------------------------------- |
|                                                          | Coureur                                                  | Pays                                                     | Équipe                                                   | Point(s)                                                 |
| 1er                                                      | Diego Rosa                                               | Italie                                                   | Eolo-Kometa                                              | 40                                                       |
| 2e                                                       | Natnael Tesfatsion                                       | Érythrée                                                 | Drone Hopper-Androni Giocattoli                          | 18                                                       |
| 3e                                                       | Eduardo Sepúlveda                                        | Argentine                                                | Drone Hopper-Androni Giocattoli                          | 12                                                       |
| 4e                                                       | Nans Peters                                              | France                                                   | AG2R Citroën                                             | 9                                                        |
| 5e                                                       | Joe Dombrowski                                           | États-Unis                                               | Astana Qazaqstan                                         | 6                                                        |
| 6e                                                       | Felix Gall                                               | Autriche                                                 | AG2R Citroën                                             | 4                                                        |
| 7e                                                       | Jonathan Caicedo                                         | Équateur                                                 | EF Education-EasyPost                                    | 2                                                        |
| 8e                                                       | Koen Bouwman                                             | Pays-Bas                                                 | Jumbo-Visma                                              | 1                                                        |
| modifier                                                 |                                                          |                                                          |                                                          |                                                          |

| \| Blockhaus (km 191) 1re catégorie (13,9 km à 8,4%) \| Blockhaus (km 191) 1re catégorie (13,9 km à 8,4%) \| Blockhaus (km 191) 1re catégorie (13,9 km à 8,4%) \| Blockhaus (km 191) 1re catégorie (13,9 km à 8,4%) \| Blockhaus (km 191) 1re catégorie (13,9 km à 8,4%) \| \| ------------------------------------------------- \| ------------------------------------------------- \| ------------------------------------------------- \| ------------------------------------------------- \| ------------------------------------------------- \| \| \| Coureur \| Pays \| Équipe \| Point(s) \| \| 1er \| Jai Hindley \| Australie \| Bora-Hansgrohe \| 40 \| \| 2e \| Romain Bardet \| France \| Team DSM \| 18 \| \| 3e \| Richard Carapaz \| Équateur \| Ineos Grenadiers \| 12 \| \| 4e \| Mikel Landa \| Espagne \| Bahrain Victorious \| 9 \| \| 5e \| João Almeida \| Portugal \| UAE Emirates \| 6 \| \| 6e \| Domenico Pozzovivo \| Italie \| Intermarché-Wanty-Gobert Matériaux \| 4 \| \| 7e \| Emanuel Buchmann \| Allemagne \| Bora-Hansgrohe \| 2 \| \| 8e \| Vincenzo Nibali \| Italie \| Astana Qazaqstan \| 1 \| \| modifier \| \| \| \| \| |                    |           |                                    |          |
| Blockhaus (km 191) 1re catégorie (13,9 km à 8,4%) |                    |           |                                    |          |
| | Coureur            | Pays      | Équipe                             | Point(s) |
| 1er | Jai Hindley        | Australie | Bora-Hansgrohe                     | 40       |
| 2e | Romain Bardet      | France    | Team DSM                           | 18       |
| 3e | Richard Carapaz    | Équateur  | Ineos Grenadiers                   | 12       |
| 4e | Mikel Landa        | Espagne   | Bahrain Victorious                 | 9        |
| 5e | João Almeida       | Portugal  | UAE Emirates                       | 6        |
| 6e | Domenico Pozzovivo | Italie    | Intermarché-Wanty-Gobert Matériaux | 4        |
| 7e | Emanuel Buchmann   | Allemagne | Bora-Hansgrohe                     | 2        |
| 8e | Vincenzo Nibali    | Italie    | Astana Qazaqstan                   | 1        |
| modifier |                    |           |                                    |          |

### Classements aux points intermédiaires
| Sprint intermédiaire Filetto (km 103,5) | Sprint intermédiaire Filetto (km 103,5) | Sprint intermédiaire Filetto (km 103,5) | Sprint intermédiaire Filetto (km 103,5) | Sprint intermédiaire Filetto (km 103,5) |
| --------------------------------------- | --------------------------------------- | --------------------------------------- | --------------------------------------- | --------------------------------------- |
|                                         | Coureur                                 | Pays                                    | Équipe                                  | Point(s)                                |
| 1er                                     | Eduardo Sepúlveda                       | Argentine                               | Drone Hopper-Androni Giocattoli         | 10                                      |
| 2e                                      | Felix Gall                              | Autriche                                | AG2R Citroën                            | 6                                       |
| 3e                                      | Joe Dombrowski                          | États-Unis                              | Astana Qazaqstan                        | 3                                       |
| 4e                                      | Diego Rosa                              | Italie                                  | Eolo-Kometa                             | 2                                       |
| 5e                                      | Natnael Tesfatsion                      | Érythrée                                | Drone Hopper-Androni Giocattoli         | 1                                       |
| modifier                                |                                         |                                         |                                         |                                         |

| Sprint intermédiaire Roccamorice (km 177,5) | Sprint intermédiaire Roccamorice (km 177,5) | Sprint intermédiaire Roccamorice (km 177,5) | Sprint intermédiaire Roccamorice (km 177,5) | Sprint intermédiaire Roccamorice (km 177,5) |
| ------------------------------------------- | ------------------------------------------- | ------------------------------------------- | ------------------------------------------- | ------------------------------------------- |
|                                             | Coureur                                     | Pays                                        | Équipe                                      | Point(s)                                    |
| 1er                                         | Ben Tulett                                  | Grande-Bretagne                             | Ineos Grenadiers                            | 10                                          |
| 2e                                          | Pavel Sivakov                               | France                                      | Ineos Grenadiers                            | 6                                           |
| 3e                                          | Richard Carapaz                             | Équateur                                    | Ineos Grenadiers                            | 3                                           |
| 4e                                          | Richie Porte                                | Australie                                   | Ineos Grenadiers                            | 2                                           |
| 5e                                          | João Almeida                                | Portugal                                    | UAE Emirates                                | 1                                           |
| modifier                                    |                                             |                                             |                                             |                                             |

### Bonifications
|   | Coureur         | Pays            | Équipe           | Secondes |
| - | --------------- | --------------- | ---------------- | -------- |
| 1 | Ben Tulett      | Grande-Bretagne | Ineos Grenadiers | 3 s      |
| 2 | Pavel Sivakov   | France          | Ineos Grenadiers | 2 s      |
| 3 | Richard Carapaz | Équateur        | Ineos Grenadiers | 1 s      |

|   | Coureur         | Pays      | Équipe           | Secondes |
| - | --------------- | --------- | ---------------- | -------- |
| 1 | Jai Hindley     | Australie | Bora-Hansgrohe   | 10 s     |
| 2 | Romain Bardet   | France    | Team DSM         | 6 s      |
| 3 | Richard Carapaz | Équateur  | Ineos Grenadiers | 4 s      |

## Classements à l'issue de l'étape

### Classement général
| \| Classement général \| Classement général \| Classement général \| Classement général \| Classement général \| \| Coureur \| Coureur \| Pays \| Équipe \| Temps \| \| ------------------ \| ------------------ \| ------------------ \| ---------------------------------- \| ------------------ \| \| 1er \| Juan Pedro López \| Espagne \| Trek-Segafredo \| 37 h 52 min 01 s \| \| 2e \| João Almeida \| Portugal \| UAE Team Emirates \| + 12 s \| \| 3e \| Romain Bardet \| France \| Team DSM \| + 14 s \| \| 4e \| Richard Carapaz \| Équateur \| Ineos Grenadiers \| + 15 s \| \| 5e \| Jai Hindley \| Australie \| Bora-Hansgrohe \| + 20 s \| \| 6e \| Guillaume Martin \| France \| Cofidis \| + 28 s \| \| 7e \| Mikel Landa \| Espagne \| Bahrain Victorious \| + 29 s \| \| 8e \| Domenico Pozzovivo \| Italie \| Intermarché-Wanty-Gobert Matériaux \| + 54 s \| \| 9e \| Emanuel Buchmann \| Allemagne \| Bora-Hansgrohe \| + 1 min 09 s \| \| 10e \| Pello Bilbao \| Espagne \| Bahrain Victorious \| + 1 min 22 s \| |                    |           |                                    |                  |
| |                    |           |                                    |                  |
| Source : ProCyclingStats |                    |           |                                    |                  |
| Classement général |                    |           |                                    |                  |
| Coureur | Coureur            | Pays      | Équipe                             | Temps            |
| 1er | Juan Pedro López   | Espagne   | Trek-Segafredo                     | 37 h 52 min 01 s |
| 2e | João Almeida       | Portugal  | UAE Team Emirates                  | + 12 s           |
| 3e | Romain Bardet      | France    | Team DSM                           | + 14 s           |
| 4e | Richard Carapaz    | Équateur  | Ineos Grenadiers                   | + 15 s           |
| 5e | Jai Hindley        | Australie | Bora-Hansgrohe                     | + 20 s           |
| 6e | Guillaume Martin   | France    | Cofidis                            | + 28 s           |
| 7e | Mikel Landa        | Espagne   | Bahrain Victorious                 | + 29 s           |
| 8e | Domenico Pozzovivo | Italie    | Intermarché-Wanty-Gobert Matériaux | + 54 s           |
| 9e | Emanuel Buchmann   | Allemagne | Bora-Hansgrohe                     | + 1 min 09 s     |
| 10e | Pello Bilbao       | Espagne   | Bahrain Victorious                 | + 1 min 22 s     |

| Classement par points | Classement par points | Classement par points | Classement par points              | Classement par points |
| Coureur               | Coureur               | Pays                  | Équipe                             | Points                |
| --------------------- | --------------------- | --------------------- | ---------------------------------- | --------------------- |
| 1er                   | Arnaud Démare         | France                | Groupama-FDJ                       | 147 pts               |
| 2e                    | Biniam Girmay         | Érythrée              | Intermarché-Wanty-Gobert Matériaux | 120 pts               |
| 3e                    | Mark Cavendish        | Royaume-Uni           | Quick-Step Alpha Vinyl             | 78 pts                |
| 4e                    | Mathieu van der Poel  | Pays-Bas              | Alpecin-Fenix                      | 72 pts                |
| 5e                    | Fernando Gaviria      | Colombie              | UAE Team Emirates                  | 54 pts                |
| 6e                    | Giacomo Nizzolo       | Italie                | Israel-Premier Tech                | 54 pts                |
| 7e                    | Thomas De Gendt       | Belgique              | Lotto-Soudal                       | 51 pts                |
| 8e                    | Filippo Tagliani      | Italie                | Drone Hopper-Androni Giocattoli    | 45 pts                |
| 9e                    | Caleb Ewan            | Australie             | Lotto-Soudal                       | 43 pts                |
| 10e                   | Davide Gabburo        | Italie                | Bardiani CSF Faizanè               | 38 pts                |

| Classement par points | Classement par points | Classement par points | Classement par points              | Classement par points |
| Coureur               | Coureur               | Pays                  | Équipe                             | Points                |
| --------------------- | --------------------- | --------------------- | ---------------------------------- | --------------------- |
| 1er                   | Arnaud Démare         | France                | Groupama-FDJ                       | 147 pts               |
| 2e                    | Biniam Girmay         | Érythrée              | Intermarché-Wanty-Gobert Matériaux | 120 pts               |
| 3e                    | Mark Cavendish        | Royaume-Uni           | Quick-Step Alpha Vinyl             | 78 pts                |
| 4e                    | Mathieu van der Poel  | Pays-Bas              | Alpecin-Fenix                      | 72 pts                |
| 5e                    | Fernando Gaviria      | Colombie              | UAE Team Emirates                  | 54 pts                |
| 6e                    | Giacomo Nizzolo       | Italie                | Israel-Premier Tech                | 54 pts                |
| 7e                    | Thomas De Gendt       | Belgique              | Lotto-Soudal                       | 51 pts                |
| 8e                    | Filippo Tagliani      | Italie                | Drone Hopper-Androni Giocattoli    | 45 pts                |
| 9e                    | Caleb Ewan            | Australie             | Lotto-Soudal                       | 43 pts                |
| 10e                   | Davide Gabburo        | Italie                | Bardiani CSF Faizanè               | 38 pts                |

| Classement de la montagne | Classement de la montagne | Classement de la montagne | Classement de la montagne       | Classement de la montagne |
| Coureur                   | Coureur                   | Pays                      | Équipe                          | Points                    |
| ------------------------- | ------------------------- | ------------------------- | ------------------------------- | ------------------------- |
| 1er                       | Diego Rosa                | Italie                    | Eolo-Kometa                     | 83 pts                    |
| 2e                        | Koen Bouwman              | Pays-Bas                  | Jumbo-Visma                     | 69 pts                    |
| 3e                        | Lennard Kämna             | Allemagne                 | Bora-Hansgrohe                  | 43 pts                    |
| 4e                        | Jai Hindley               | Australie                 | Bora-Hansgrohe                  | 40 pts                    |
| 5e                        | Wout Poels                | Pays-Bas                  | Bahrain Victorious              | 27 pts                    |
| 6e                        | Natnael Tesfatsion        | Érythrée                  | Drone Hopper-Androni Giocattoli | 26 pts                    |
| 7e                        | Davide Formolo            | Italie                    | UAE Team Emirates               | 25 pts                    |
| 8e                        | Bauke Mollema             | Pays-Bas                  | Trek-Segafredo                  | 20 pts                    |
| 9e                        | Romain Bardet             | France                    | Team DSM                        | 19 pts                    |
| 10e                       | Eduardo Sepúlveda         | Argentine                 | Drone Hopper-Androni Giocattoli | 19 pts                    |

| Classement de la montagne | Classement de la montagne | Classement de la montagne | Classement de la montagne       | Classement de la montagne |
| Coureur                   | Coureur                   | Pays                      | Équipe                          | Points                    |
| ------------------------- | ------------------------- | ------------------------- | ------------------------------- | ------------------------- |
| 1er                       | Diego Rosa                | Italie                    | Eolo-Kometa                     | 83 pts                    |
| 2e                        | Koen Bouwman              | Pays-Bas                  | Jumbo-Visma                     | 69 pts                    |
| 3e                        | Lennard Kämna             | Allemagne                 | Bora-Hansgrohe                  | 43 pts                    |
| 4e                        | Jai Hindley               | Australie                 | Bora-Hansgrohe                  | 40 pts                    |
| 5e                        | Wout Poels                | Pays-Bas                  | Bahrain Victorious              | 27 pts                    |
| 6e                        | Natnael Tesfatsion        | Érythrée                  | Drone Hopper-Androni Giocattoli | 26 pts                    |
| 7e                        | Davide Formolo            | Italie                    | UAE Team Emirates               | 25 pts                    |
| 8e                        | Bauke Mollema             | Pays-Bas                  | Trek-Segafredo                  | 20 pts                    |
| 9e                        | Romain Bardet             | France                    | Team DSM                        | 19 pts                    |
| 10e                       | Eduardo Sepúlveda         | Argentine                 | Drone Hopper-Androni Giocattoli | 19 pts                    |

| Classement du meilleur jeune | Classement du meilleur jeune | Classement du meilleur jeune | Classement du meilleur jeune | Classement du meilleur jeune |
| Coureur                      | Coureur                      | Pays                         | Équipe                       | Temps                        |
| ---------------------------- | ---------------------------- | ---------------------------- | ---------------------------- | ---------------------------- |
| 1er                          | Juan Pedro López             | Espagne                      | Trek-Segafredo               | 37 h 52 min 01 s             |
| 2e                           | João Almeida                 | Portugal                     | UAE Team Emirates            | + 12 s                       |
| 3e                           | Thymen Arensman              | Pays-Bas                     | Team DSM                     | + 1 min 27 s                 |
| 4e                           | Iván Sosa                    | Colombie                     | Movistar Team                | + 5 min 53 s                 |
| 5e                           | Pavel Sivakov                | France                       | Ineos Grenadiers             | + 10 min 52 s                |
| 6e                           | Mauri Vansevenant            | Belgique                     | Quick-Step Alpha Vinyl       | + 12 min 50 s                |
| 7e                           | Santiago Buitrago            | Colombie                     | Bahrain Victorious           | + 16 min 08 s                |
| 8e                           | Vadim Pronskiy               | Kazakhstan                   | Astana Qazaqstan Team        | + 21 min 10 s                |
| 9e                           | Tobias Foss                  | Norvège                      | Jumbo-Visma                  | + 24 min 42 s                |
| 10e                          | Gijs Leemreize               | Pays-Bas                     | Jumbo-Visma                  | + 27 min 08 s                |

| Classement du meilleur jeune | Classement du meilleur jeune | Classement du meilleur jeune | Classement du meilleur jeune | Classement du meilleur jeune |
| Coureur                      | Coureur                      | Pays                         | Équipe                       | Temps                        |
| ---------------------------- | ---------------------------- | ---------------------------- | ---------------------------- | ---------------------------- |
| 1er                          | Juan Pedro López             | Espagne                      | Trek-Segafredo               | 37 h 52 min 01 s             |
| 2e                           | João Almeida                 | Portugal                     | UAE Team Emirates            | + 12 s                       |
| 3e                           | Thymen Arensman              | Pays-Bas                     | Team DSM                     | + 1 min 27 s                 |
| 4e                           | Iván Sosa                    | Colombie                     | Movistar Team                | + 5 min 53 s                 |
| 5e                           | Pavel Sivakov                | France                       | Ineos Grenadiers             | + 10 min 52 s                |
| 6e                           | Mauri Vansevenant            | Belgique                     | Quick-Step Alpha Vinyl       | + 12 min 50 s                |
| 7e                           | Santiago Buitrago            | Colombie                     | Bahrain Victorious           | + 16 min 08 s                |
| 8e                           | Vadim Pronskiy               | Kazakhstan                   | Astana Qazaqstan Team        | + 21 min 10 s                |
| 9e                           | Tobias Foss                  | Norvège                      | Jumbo-Visma                  | + 24 min 42 s                |
| 10e                          | Gijs Leemreize               | Pays-Bas                     | Jumbo-Visma                  | + 27 min 08 s                |

| Classement par équipes | Classement par équipes             | Classement par équipes | Classement par équipes |
| Équipe                 | Équipe                             | Pays                   | Temps                  |
| ---------------------- | ---------------------------------- | ---------------------- | ---------------------- |
| 1re                    | Bora-Hansgrohe                     | Allemagne              | 13 h 39 min 08 s       |
| 2e                     | Bahrain Victorious                 | Bahreïn                | + 3 min 21 s           |
| 3e                     | Intermarché-Wanty-Gobert Matériaux | Belgique               | + 5 min 24 s           |
| 4e                     | Ineos Grenadiers                   | Royaume-Uni            | + 11 min 58 s          |
| 5e                     | Trek-Segafredo                     | États-Unis             | + 15 min 38 s          |
| 6e                     | Team DSM                           | Pays-Bas               | + 16 min 44 s          |
| 7e                     | Movistar Team                      | Espagne                | + 18 min 47 s          |
| 8e                     | Jumbo-Visma                        | Pays-Bas               | + 24 min 01 s          |
| 9e                     | Astana Qazaqstan Team              | Kazakhstan             | + 29 min 45 s          |
| 10e                    | UAE Team Emirates                  | Émirats arabes unis    | + 32 min 49 s          |

| Classement par équipes | Classement par équipes             | Classement par équipes | Classement par équipes |
| Équipe                 | Équipe                             | Pays                   | Temps                  |
| ---------------------- | ---------------------------------- | ---------------------- | ---------------------- |
| 1re                    | Bora-Hansgrohe                     | Allemagne              | 13 h 39 min 08 s       |
| 2e                     | Bahrain Victorious                 | Bahreïn                | + 3 min 21 s           |
| 3e                     | Intermarché-Wanty-Gobert Matériaux | Belgique               | + 5 min 24 s           |
| 4e                     | Ineos Grenadiers                   | Royaume-Uni            | + 11 min 58 s          |
| 5e                     | Trek-Segafredo                     | États-Unis             | + 15 min 38 s          |
| 6e                     | Team DSM                           | Pays-Bas               | + 16 min 44 s          |
| 7e                     | Movistar Team                      | Espagne                | + 18 min 47 s          |
| 8e                     | Jumbo-Visma                        | Pays-Bas               | + 24 min 01 s          |
| 9e                     | Astana Qazaqstan Team              | Kazakhstan             | + 29 min 45 s          |
| 10e                    | UAE Team Emirates                  | Émirats arabes unis    | + 32 min 49 s          |

## Abandons
- Rüdiger Selig (Lotto-Soudal) : abandon